# Оряховец
Оряховец е село в Южна България. То се намира в община Баните, област Смолян.

## География
Село Оряховец се намира в планински район. Оряховец се намира в централните Родопи на едно от най-красивите и живописни места в планината. Запазената му старинна архитектура и невероятна природа привличат безброй туристи към него. Селото се намира на 36 км от курорта Пампорово и на 236 км от столицата София.

## История
Първоначално селото е било населено в днешната местност „Селище“, намираща се на изток от село Оряховец и на запад от село Баните. Поради това, че се получавали много свлачища в тази местност една част от хората са се заселили в днешното село Баните, което е със старо име „Лъджа“, като името
на арабски означава „баня“, друга част от населението се е заселила в днешното село Оряховец, което до 1935 г. се е казвало „Козлуджа“, което означава „горна баня“.
Преди няколко столетия в селото настъпва голям мор за хората – заразна болест чума и поради това, че нямало никакви наченки за медицинска помощ, част от хората на селото са били принудени да се изселят в местността „Хамбарища“. Има 5-6 гроба с каменни плочи и счупени глинени съдове, което означава, че са били погребвани по тракийски обичаи. След като преминава тази болест, част от хората се връщат в село Оряховец, а останалата част се заселват в „Колибите“ – днешното село Кръстатица. Името на тази местност „Хамбарища“ произлиза от „хамбар“. По време на османската власт в този край са се налагали големи данъци във вид на жито и поради това, че хората нямали достатъчно за ядене и трябвало да се прехранват, са направили подземни хамбари в тази местност и са скривали житото в тях. Бихме могли да изброим и други местности, които в корена си съдържат факти, че в този край се населявало християнско население, а именно връх „Костадин“, до него е по-голямата му сестра „Света Неделя“, по средата на върха се намира голяма поляна, която се казва „Тодорова поляна“. Под нея се намира местността „Солище“ там хората са слагали сол на поляната и са кърмили животните си. Други имена на местности можем да изброим, като например: връх „Вежката“, местностите „Димово“, „Станево“, „Чучурето“, „Кичукво“. Знае се, че в местността „Корията“, намираща се под връх „Киселка“, са били отвеждани непослушните и непокорни хора от селото и в дълбоката кория са били избивани от властимащите.

## Други
Мекият климат и средиземноморският полъх, идващ по река „Арда“ и оттам по река „Малка Арда“, минаваща през село Оряховец, благориятстват отглеждането на всякакъв вид плодове, зеленчуци и овощни дървета. Тук много добре вирее смокиня, кайсия и праскова. В последните години хората се насочват да отглеждат алтернативни на тютюна и картофите, растения – малини, ягоди, мурсалски чай, арония и други.

## Личности
- Младен Койнаров (р. 1945), народен певец от родопската фолклорна област